# Coluna cóclida

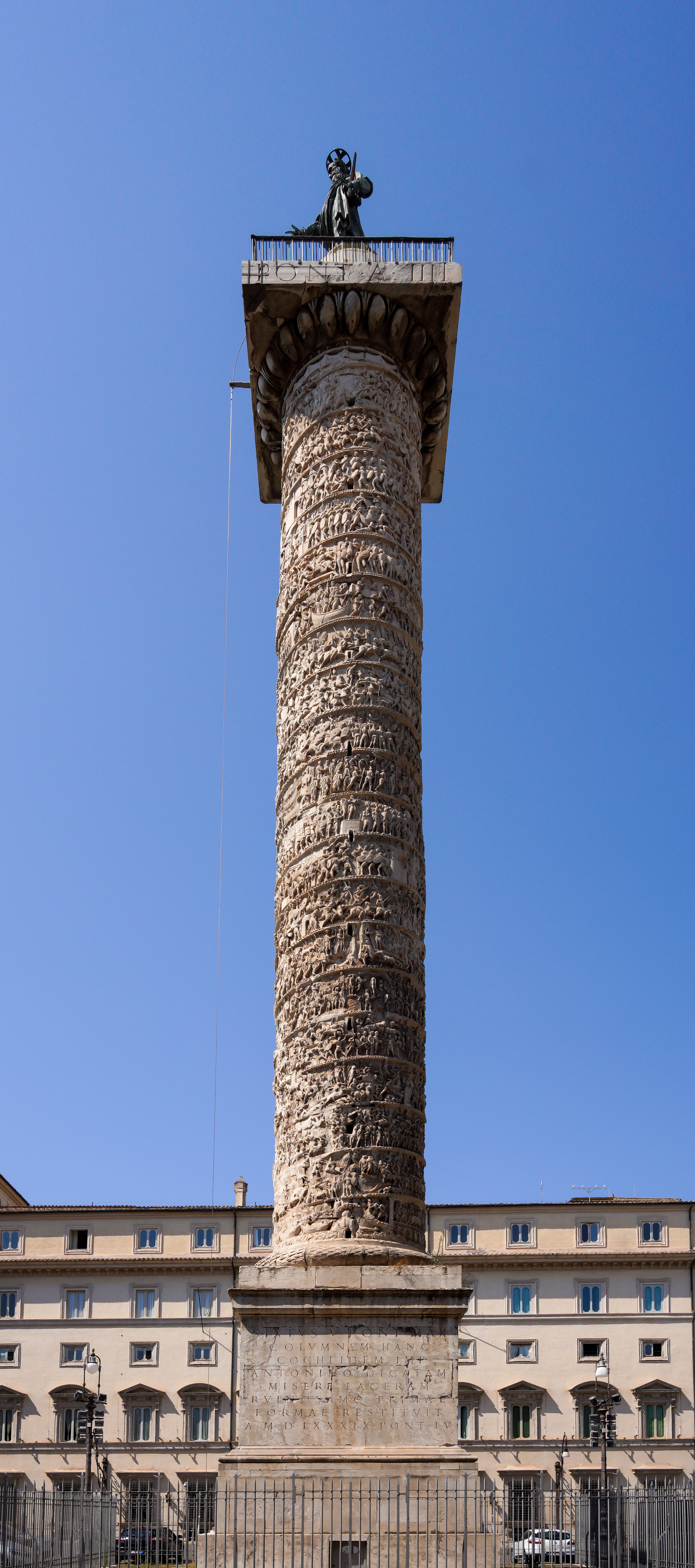
Coluna de Marco Aurélio, 192.

Coluna cóclida, também denominada coluna oca, é um tipo de monumento honorário que teve origem na arte romana e que consiste numa grande coluna isolada decorada com um friso traçado helicoidalmente em torno da coluna e que possui no seu interior uma escada de caracol ("cóclida" refere-se à própria espiral de caracol).
A definição de cóclida atribuída à coluna, era utilizada nos catálogos regionais de meados do século IV, e deriva de cochlis (caracol), referindo-se à escada em espiral presente no seu interior, e ao fuste decorado com nervuras em espiral (colonna volutilis) e, em alguns casos, com uma faixa em relevo.
Acredita-se que a origem deste tipo de monumento, é de criação exclusiva do mundo romano, que deriva dos rolos de papiros enrolados em torno de um cilindro, que compõe o volume das bibliotecas; ou às tiras de pano utilizadas para revestir colunas e pilares durante os festivais e cerimónias; ou ainda de exemplos reais de arquitetura, em que colunas são frequentemente decoradas com motivos vegetais em espiral.
A primeira coluna cóclida foi a Coluna de Trajano, em Roma (113), seguida da Coluna de Marco Aurélio, em Roma (192). Para além destas, mencione-se ainda as colunas de Constantinopla: a coluna de Teodósio e a de Arcádio do século V, a coluna de Justiniano de 543, demolida pelos otomanos no século XVI e que é somente conhecida pelos desenhos renascentistas.
A tipologia da coluna cóclida romana veio posteriormente a ser utilizada no período do neoclassicismo, como é exemplo a coluna de Austerlitz, feita com o bronze capturado dos canhões austríacos, encomendada por Napoleão Bonaparte em Paris, 1806, para celebração da sua vitória na batalha de Austerlitz.

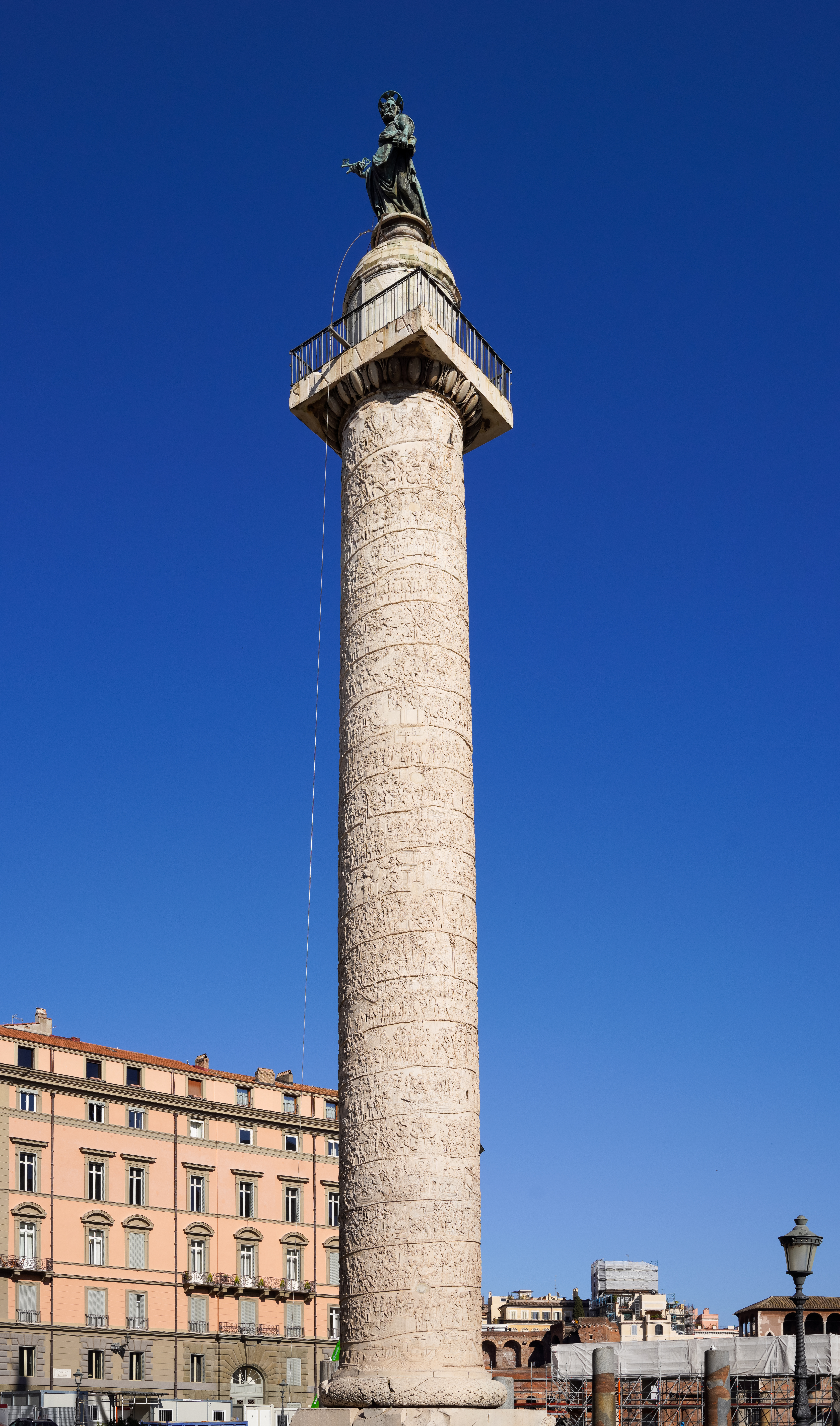
Coluna de Trajano
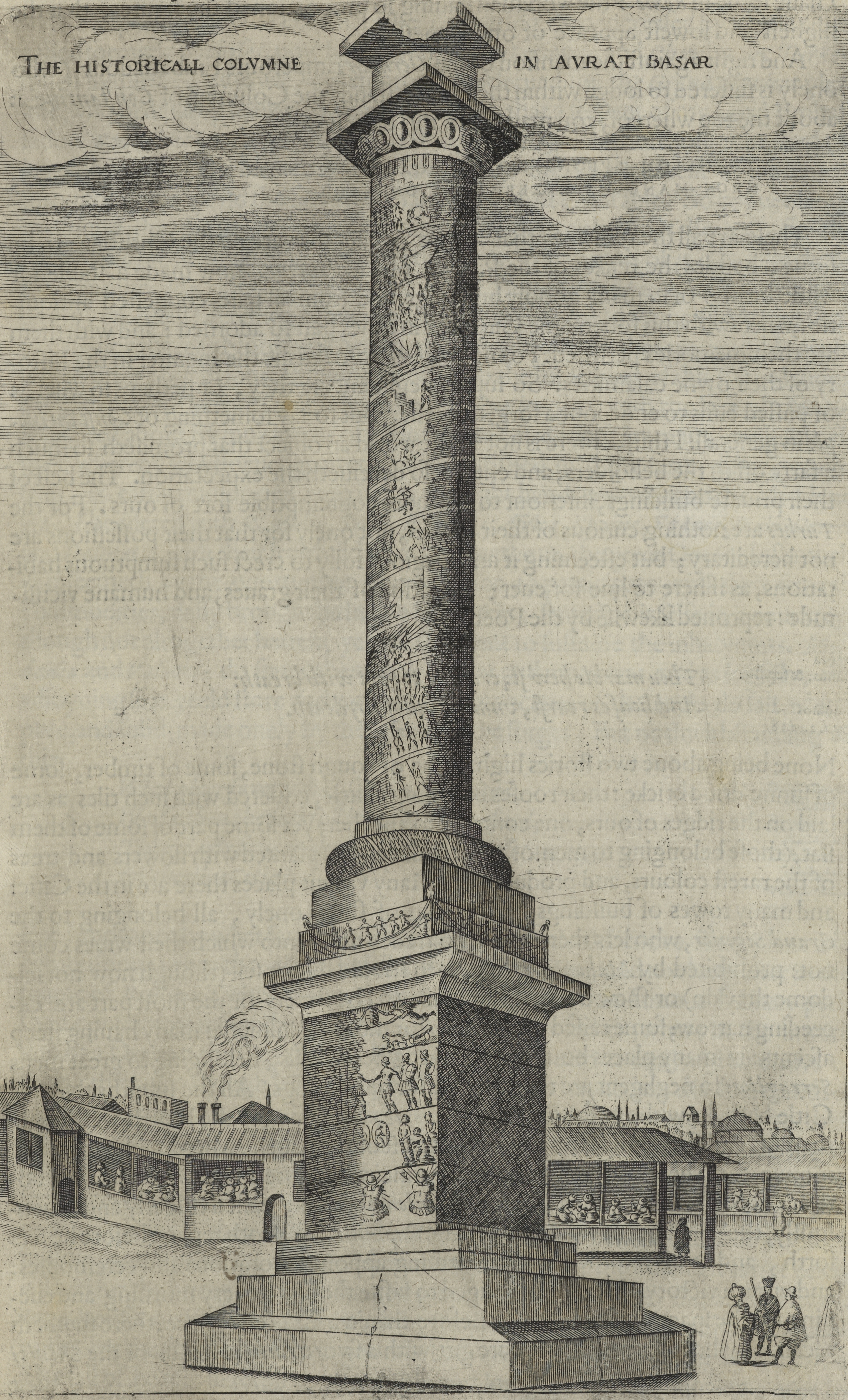
Coluna de Arcádio
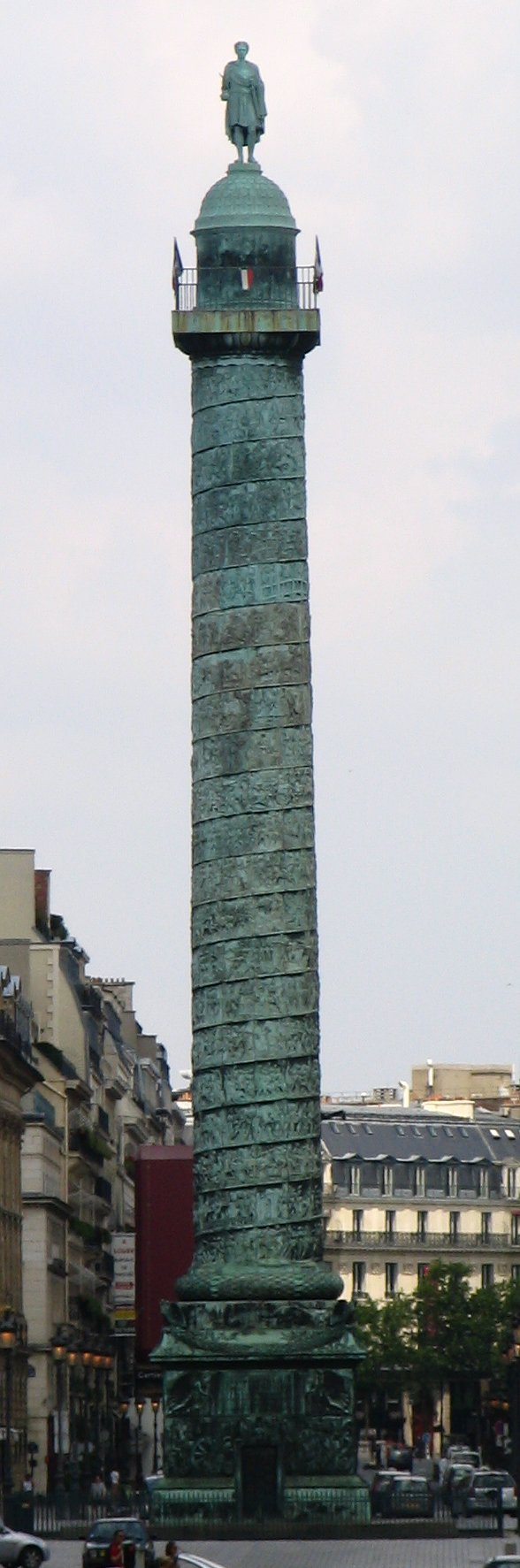
Coluna de Austerlitz